# Gaspar Pieter Verbruggen le Jeune

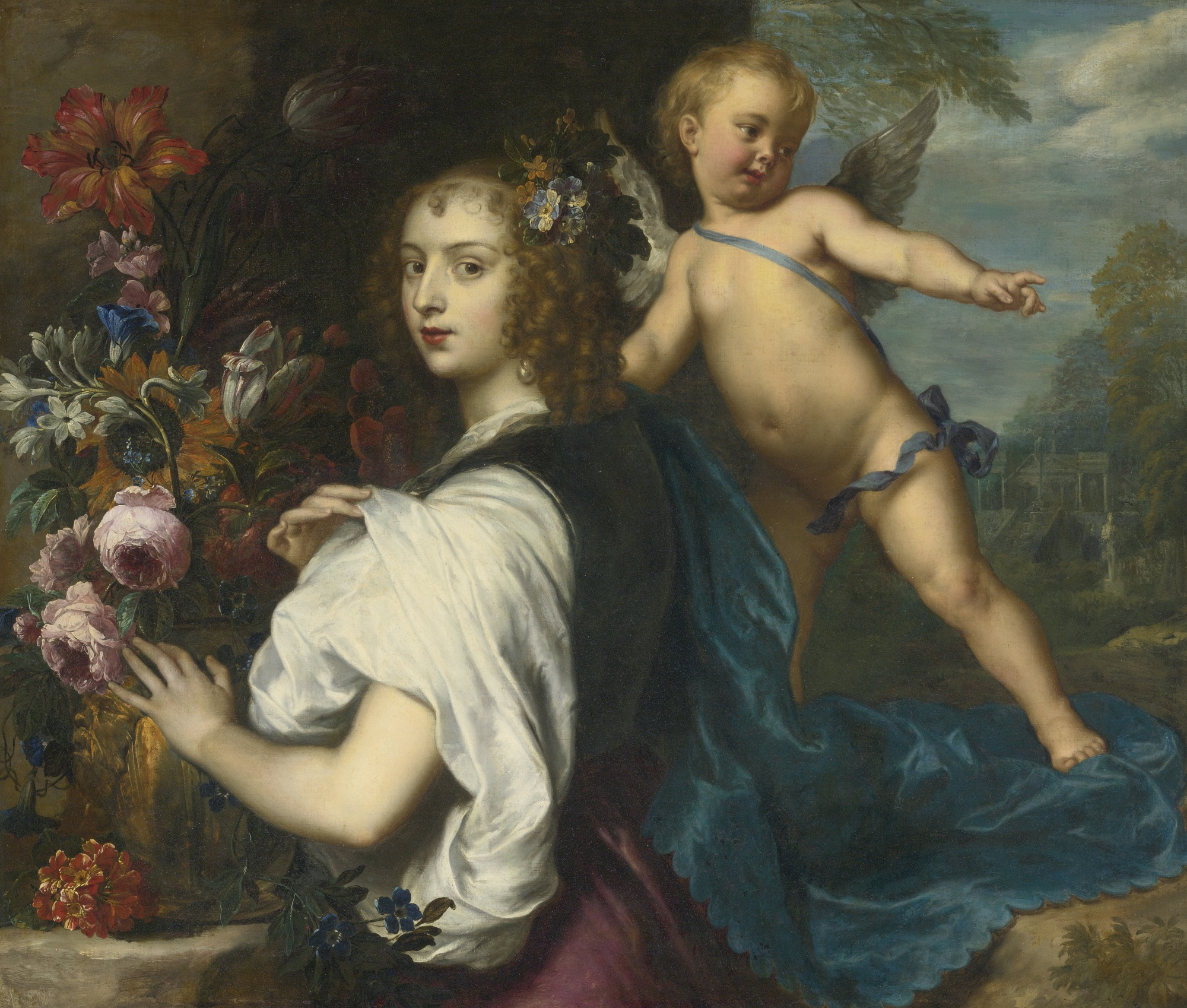
Margaret Lemon en Erminia

Gaspar Pieter Verbruggen ou Gasparo Pedro Verbruggen, baptisé le 11 avril 1664 à Anvers et inhumé le 14 mars 1730 dans la même ville, est un peintre flamand principalement connu pour ses décors de fleurs et de fruits. Il a notamment collaboré avec d'autres artistes sur des compositions qui combinent des figures et des éléments de nature morte. Il a été actif à Anvers et à La Haye.

## Biographie
Fils de Gaspar Peeter Verbruggen l'Ancien, peintre de natures mortes à succès, et de la première épouse de son père, Catharina van Everdonck, le jeune Gaspar Peeter grandit dans une maison prospère. Formé dès son plus jeune âge par son père, il devient maître de la Guilde de Saint Luc d'Anvers en 1677-1678, à l'âge de seulement 13 ans.

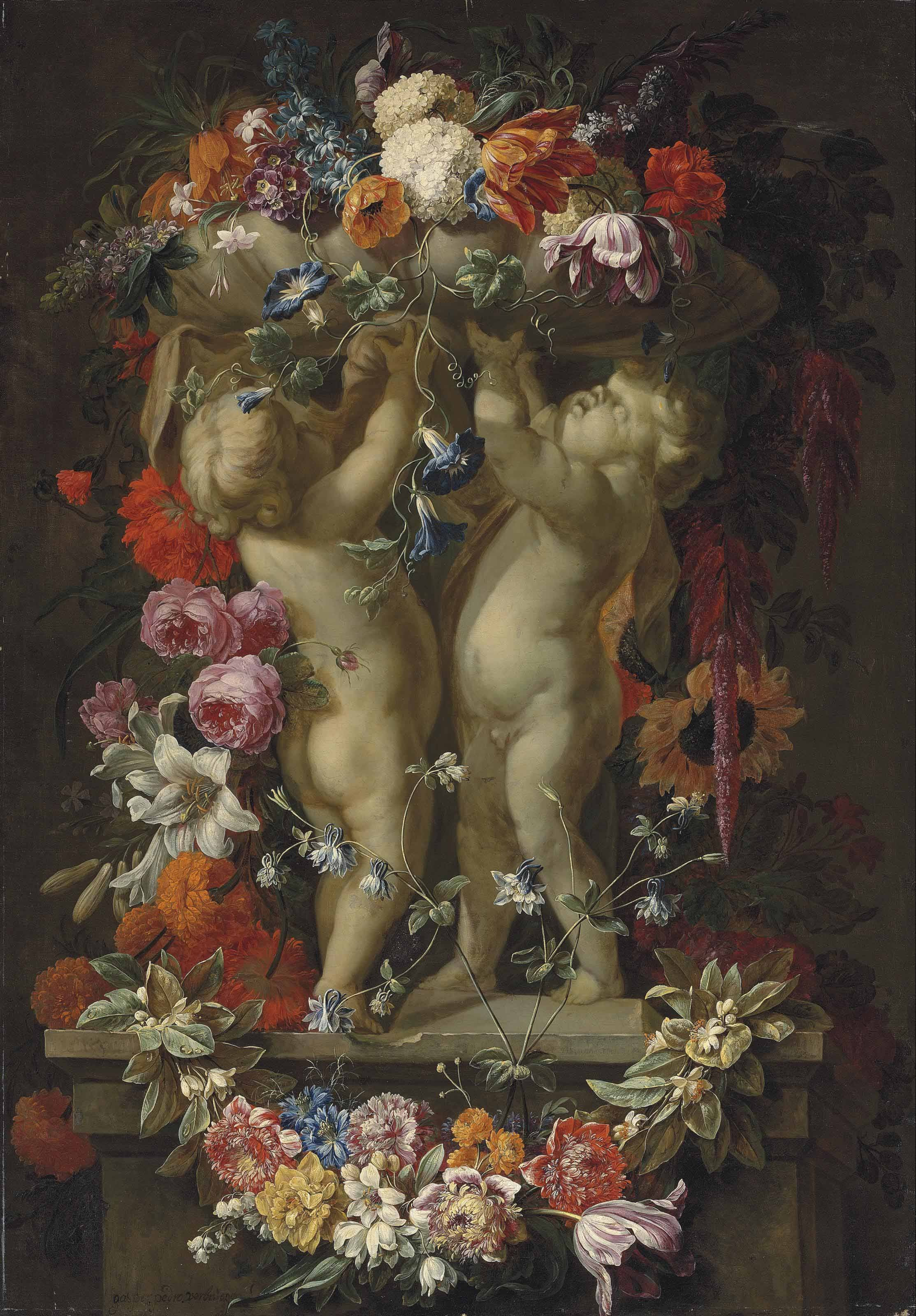
Fleurs dans une urne supportée par des putti sculptés, avec une guirlande de fleurs.

En 1691/1692, il est doyen de la guilde. En 1694, il donne une de ses œuvres intitulée Guirlandes de fleurs autour d'une statue d'Apollon (Musée Royal des Beaux-Arts d'Anvers) à la Guilde, en remerciement pour avoir accepté ses élèves Balthasar Hyacinth Verbruggen et Jacob Melchior van Herck sans payer de droits d'inscription.
Il se marie le 22 juin 1700 avec Dymphna van der Voort. Sa femme meurt peu de temps après l'union et est enterrée le 18 septembre 1702. Bien qu'artiste à succès, Verbruggen vit au-dessus de ses moyens. En 1703, il est contraint de vendre tous ses tableaux, mais les revenus de la vente ne suffisent pas à couvrir toutes ses dettes.
En 1705, il décide de quitter la Flandre pour les Provinces-Unies. Il s'établit à La Haye, où il reçoit de nombreuses commandes pour la décoration de grandes résidences. Il rejoint la guilde de Saint-Luc de La Haye en 1708. En dépit de son succès commercial, ses dépenses restent supérieures à ses revenus. Il revient ruiné à Anvers. Ses vieux amis peintres s'arrangent pour lui procurer un poste de knaap (garçon) à la guilde de Saint-Luc, poste qu'il occupe de 1723 à sa mort, en 1730.
Il a eu plusieurs élèves, parmi lesquels son demi-frère Balthasar Jacinthe Verbruggen (fils de son père et de sa seconde épouse, Sara Catharina Raeps), Jacob Melchior van Herck (en) (son beau-frère), Frans d'Olivero, Peter Frans Casteels (en) et Gillis Vinck.

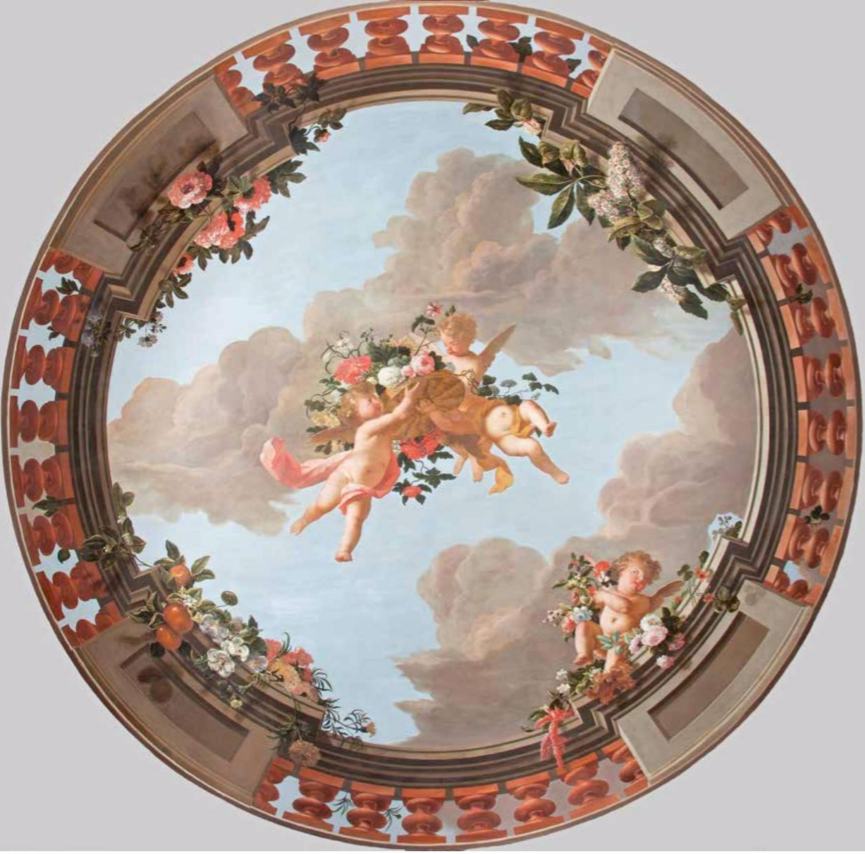
Plafond peint avec des putti et des fleurs, avec Mattheus Terwesten

## Œuvre
Verbruggen est un spécialiste de la peinture de natures mortes. Il a pratiqué plusieurs sous-genres, tels que les natures mortes aux fruits, les fleurs et les guirlandes.
Son style s'inspire notamment des artistes italiens Mario Nuzzi et Michele Pace del Campidoglio (en). Le travail du peintre français Jean-Baptiste Monnoyer a également eu une influence sur lui. Ses œuvres représentent une évolution vers un style plus décoratif dans la nature morte flamande de la fin du XVIIe siècle. Il place les bouquets de fleurs dans ses compositions dans de grands vases en pierre ou les arrange sous forme de guirlandes autour de ces vases ou d'ornements de jardin. Les vases sont souvent placés dans des décors extérieurs avec des figurines. Son style a été suivi par Jan Baptiste Bosschaert, Simon Hardimé, Pieter Hardimé et Pieter Casteels III. Ses grandes peintures verticales avec leur division tripartite ont eu une influence sur Jan Baptist Bosschaert (en).
Verbruggen a collaboré avec divers spécialiste des figures peintes, dont Pierre Ykens et Jacob Leyssens à Anvers et Mattheus Terwesten à la Haye. Les collaborateurs sur ses peintures n'ont pas toujours été identifiés avec certitude. Par exemple, le collaborateur qui a peint la figure féminine d'après un original d'Antoine van Dyck dans la peinture Margaret Lemon en Erminia était considéré comme Adriaen Hanneman, mais cette attribution n'est plus considérée comme exacte.
Verbruggen a collaboré à un certain nombre de compositions du genre peintures de guirlande. Les peintures de guirlande sont un type de nature morte inventé au début du XVIIe siècle à Anvers par Jan Brueghel l'Ancien et pratiqué par la suite par les principaux peintres flamands de natures mortes, en particulier Daniel Seghers. Les peintures de ce genre représentent habituellement une guirlande de fleur ou, moins fréquemment, de fruits, autour d'une image pieuse ou d'un portrait. Dans les développements ultérieurs du genre, l'image pieuse est remplacée par d'autres sujets tels que les sujets mythologiques et les scènes allégoriques,,.